# Guyton
Guyton és una població dels Estats Units a l'estat de Geòrgia. Segons el cens del 2000, tenia 917 habitants.

## Demografia
Segons el cens del 2000, Guyton tenia 917 habitants, 300 habitatges i 236 famílies. La densitat de població era de 297,5 habitants/km².
Dels 300 habitatges, en un 42,7% hi vivien nens de menys de 18 anys, en un 57,3% hi vivien parelles casades, en un 16,3% dones solteres i en un 21,3% no eren unitats familiars. En el 18,3% dels habitatges hi vivien persones soles el 8,7% de les quals corresponia a persones de 65 anys o més que vivien soles. El nombre mitjà de persones vivint en cada habitatge era de 3,06 i el nombre mitjà de persones que vivien en cada família era de 3,5.
Per edats, la població es repartia de la següent manera: un 33,9% tenia menys de 18 anys, un 8,6% entre 18 i 24, un 26,5% entre 25 i 44, un 19,2% de 45 a 60, i un 11,8%, 65 anys o més.
L'edat mediana era de 30 anys. Per cada 100 dones de 18 o més anys hi havia 86,5 homes.
La renda mediana per habitatge era de 27.679 $ i la renda mediana per família de 34.250 $. Els homes tenien una renda mediana de 31.719 $, mentre que les dones, 18.906 $. La renda per capita de la població era de 12.409 $. Entorn del 13,8% de les famílies i el 18,7% de la població estaven per davall del llindar de pobresa.

## Poblacions més properes
El següent diagrama mostra les poblacions més properes.